# 篠井恵四郎
篠井 恵四郎（しのい えしろう、1902年（明治35年）2月21日 - 1965年（昭和40年））は、日本の政治家。長野県飯山市長。

## 来歴
長野県下水内郡飯山町（現飯山市）生まれ。1919年（大正8年）3月、旧制飯山中学（現長野県飯山高等学校）卒業。飯山町議会議員、同町消防団長、同町助役を経て、1953年（昭和28年）9月、飯山町長に当選し、昭和の大合併では1町6村の新設合併を実現した。
1954年（昭和29年）飯山市制施行に伴い初代市長となり、1958年（昭和33年）9月まで1期務めた。在任中は市庁舎の竣工や照岡ダムの建設、市内有線放送の整備などに力を入れた。